# Књижевнојезичка реформа Јевтимија Трновског
Књижевнојезичка реформа Јевтимија Трновског је реорганизација бугарског књижевног језика, коју је извео последњи трновски патријарх у другој половини 14. века, Јевтимије Трновски. 
Наставак случаја је обухваћен делом Константина Филозофа, који је створио Ресавску школу. Школа Ресава замењује стари рашки правопис новим моделом из Трнова. Правопис је примљен у Влашкој и Молдавији. Реформа је спроведена под утицајем атонске редакције старословенског језика из друге четвртине 14. века.